# Rosemary Arauz
Rosmeri Natalí Arauz Mejía, conocida como Rosemary Arauz (San Pedro Sula, Cortés, 7 de septiembre de 1993) es una modelo profesional nacional e internacional, hondureña, portadora del título Miss Honduras Universo 2019. Rosemary representó a Honduras en el Miss Universo 2019 que se realizó en los Estados Unidos

## Biografía
Rosemary Aráuz nació en San Pedro Sula del departamento de Cortés, el 7 de septiembre de 1993.

## Carrera

### Miss Continente Americano 2012
Arauz participó en Miss Continente Americano 2012 hoy en día llamado Miss Continentes Unidos; representando al país. Quedando su traje típico entre los 6 mejores .

### Miss Universo Honduras
Aráuz participó en Miss Honduras Universo 2012 logrando el puesto de virreina, 7 años después, Aráuz regreso al concurso esta vez logrando coronarse como la nueva Miss Honduras Universo 2019, sucediendo a Vanessa Villars, reina saliente y Miss Honduras Universo 2018. Rosemary representará a Honduras en la competencia Miss Universo 2019.